# Barijev sulfat
Barijev sulfat (BaSO4) je najvažnija i najviše korištena barijeva sol.

## Svojstva
U prirodi dolazi kao mineral barit u obliku pločastih rompskih kristala.
Kemijski vrlo postojan, neotrovan, te netopljiv u vodi i kiselinama (osim u koncentriranoj sumpornoj kiselini).
Iz sulfata se dobivaju sve ostale barijeve soli. Žarenjem s ugljenom, sulfat se reducira na sulfid (BaS).

## Upotreba
Služi u analitičkoj kemiji, u industriji boja služi kao bijeli pigment u grafičkim i slikarskim bojama (blanc fixe) i punilo u industriji za proizvodnju gume, papira i kozmetike, u rudarstvu, itd.
Pošto je gotovo netopljiv da je potpuno neškodljiv, upotrebljava se u rendgenologiji kao kontrastno sredstvo (radiokontrast) kod snimanja probavnog sustava X zrakama. Koristi se na taj način da se prilikom rendgenskog pregleda probavnog sustava pojede tzv. barijeva kaša. Dobro apsorbira rendgensko zračenje, stoga daje izvrstan kontrast na rendgenskim snimkama.
Izuzetno je važan za naftnu industriju, koristi se u blatu za bušenje, težinski je faktor kod bušenja novih naftnih bušotina.